# Le Manoir des dames
Le Manoir des dames (Ladies' Bane) est un roman policier de la romancière britannique Patricia Wentworth paru en 1952. Il s'agit d'un titre de la série policière ayant pour héroïne Miss Maud Silver.
Traduit de l'anglais par Anne-Marie Carrière, il est publié en France aux éditions 10/18 le 29 mai 1997 dans la collection Grands détectives.

## Résumé
Ione Muir surprend dans le brouillard londonien une conversation étrange et inquiétante, puis se heurte à un bel inconnu, Jim Severn, en voulant retrouver son chemin. Peu après, elle rend visite à sa sœur Allegra qu'elle n'a pas vue depuis son mariage avec George Trent. Ils vivent dans un étrange manoir médiéval que George voudrait racheter avec l'argent de sa femme. Or, Ione se rend compte qu'Allegra est sous l'influence de narcotiques. La marraine d'Allegra engage Miss Silver pour enquêter sur les finances du couple.